# プロアナ島
プロアナ島は西大西洋の島。パラオのソンソロール州に属している。島には木が生い茂っており、1kmほどの直径の珊瑚礁に囲まれている。プーロという村があり、村の名前から島ごとプーロとも呼ばれる。村落は島の北西部に位置している。
80kmほど北にソンソロール島とファンナ島が存在し、50kmほど南にメリール島が存在する。

## 関連画像

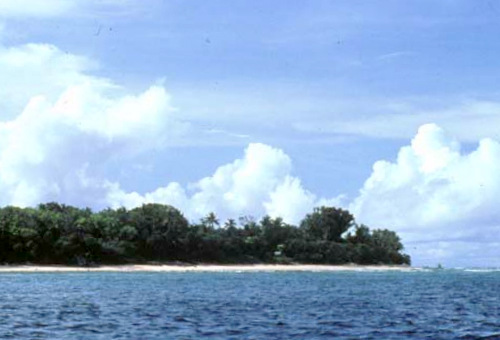
プロアナ島の外観、人口が少ないため植生はココヤシに置き換えられていない。
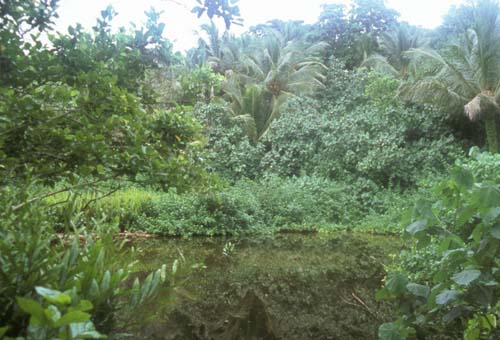
沼地、南西部
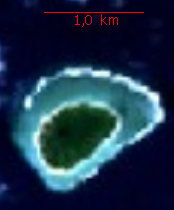
衛星写真